# Bledius eximius
Bledius eximius är en skalbaggsart som beskrevs av Thomas Casey 1889. Bledius eximius ingår i släktet Bledius och familjen kortvingar. Inga underarter finns listade i Catalogue of Life.